# Marija Peakić-Mikuljan
Marija Peakić-Mikuljan (Drenóc, 1943. május 7. – ) horvát költő, író, lektor, rádiós és televíziós szerkesztő. Foglalkozása szerint az irodalom és a filozófia tanára. Verseket, prózát (regények, novellák, filmforgatókönyvek, novellák), esszéket és drámákat (televíziós drámák, rádiódrámák) ír, gyerekek számara is.

## Élete és pályafutása
1943. május 7-én született a Zsupanya melletti Drenóc faluban, katolikus családban. Gyermekkorát és kora ifjúságát egy politikai fogoly gyermekeként nagyon nehéz körülmények között élte. Csak édesanyja nagy áldozatának köszönhetően sikerült elvégeznie a kívánt iskoláit. Az elemi iskolába Livnóban, majd Derventában járt, ahol érettségizett. A Zágrábi Egyetem Filozófiai Karán irodalomból és filozófiából szerzett diplomát. Már tanulmányai alatt kezdett dolgozni Petar Guberin mellett lektorként. Később a Mladost kiadóhoz ment, ahol 17 évig több jelentős bibliotéka szerkesztőjeként dolgozott. A híres „Kuglijeva knjižara” könyveinek szerkesztésével párhuzamosan rendkívül népszerű, és akkoriban nagyon nyitott irodalmi fórumot működtetett.
1985 elején első nőként a Horvát Írószövetség elnökévé választották. Ebben a pozícióban, drámai politikai körülmények között (Belgrádban szembeszállt a SAN és a Szerbiai Írók Szövetsége körüli nagyszerb erőkkel, Zágrábban pedig a kommunista kulturális hatalom erős emberével, Stipe Šuvarral és alárendeltjeivel), de kevesebb, mint két évig bírta. 1988 végén visszatért a kiadóhoz, és a Matica hrvatska kiadójának igazgatói posztjába került. Akkoriban kizárólag személyes döntés volt, függetlenül a hatóságok komoly fenyegetésétől, hogy Franjo Tuđman „Bespuća povijesne zbiljnosti” című könyvének kiadása mellett döntöttek. Közvetlenül a délszláv háború kezdete előtt a Horvát Köztársaság Kivándorlási Minisztériumába került főtanácsadói posztra, majd ezt követően a Horvát Demokratikus Közösség (HDZ) központjába helyezték, ahol a párt kapcsolataival foglalkozva az információs osztályon dolgozott. 1994-ben ő írta a forgatókönyvet a „Sudbine – generalova priča” című dokumentumfilmhez.
1995-ben került a HRT-hez, ahol kezdetben programigazgató-helyettesként dolgozott, hamarosan azonban teljesen visszatért a szakmához, és több évre a művészeti programok megüresedett szerkesztői posztjára került, majd ezt követően elfogadta a kulturális és művészeti műsorok felelős szerkesztői posztját. A Horvát Televízióban főleg vallási műsorok, valamint dokumentum- és kultúrműsorok szerkesztésével foglalkozott. 1999-ben megnyerte a HTV főszerkesztői pályázatát, de alig két hét után lemondott, mert nem értett egyet a szerkesztői jogosítványok csökkentésével és a főszerkesztői funkció teljes leépítésével abban a harcban, mely a hatalomért és a befolyásért folyt a HTV-nél.
Házas, két felnőtt gyermek édesanyja.

## Irodalmi tevékenysége
Marija Peakić-Mikuljan eddigi pályafutása során kilenc könyvet jelentetett meg. Verseit és novelláit, valamint rádiódráma szövegeit több idegen nyelvre lefordították (lengyelre Łucja Danielewska fordította), és számos műve került a mai napig különböző antológiákba. A Horvát Rádióban Marija Peakić-Mikuljan több rádiódrámát is készített. A Horvát Televízióban két tévédrámát készített gyerekeknek és felnőtteknek szóló tévédrámáit is sugározták. Kipróbálta magát forgatókönyvíróként is. Az elmúlt tíz évben forgatókönyvíróként gyakran írt honvédő háború témájú műsorokat, valamint a HTV „Sudbine” (Sorsok) című híres sorozatának epizódjait. A legtöbb forgatókönyvét férje, Miroslav Mikuljan, az ismert horvát film- és televíziós rendező alkalmazta filmre vagy televízióra.
Művészeti, kulturális és politikai szerepvállalásáért három magas kitüntetésben részesült. Az elsőt, a Marko Marulić képével díszített a horvát Danica-rendet még Franjo Tuđman életében kapta meg. Megkapta továbbá a Horvát Lóhere-rendet, és a Haza Hálája Emlékérmét. 2006-ban tagja volt a Zvonimir Golob-díj odaítélő bíráló bizottságának, és a „Bili smo prvi kad je trebalo” díj bírálóbizottságában is részt vett. Rendszeres résztvevője a dernóci költőtalálkozóknak. Tagja a Horvát Kulturális Tanácsnak, ahol az igazgatóság tagja.

## Főbb művei
- Nemir cvjetanja (verseskötet), Doboj, 1962
- Tako nastaje sunce (verseskötet), Mladost, Zagreb, 1969
- Obiteljski album (novelláskötet), Alfa, Zagreb, 1977
- Da nas danas (verseskötet), biblioteka Razlog, Izdavačko poduzeće Liber, Zagreb, 1974
- Tragom kao (verseskötet), Tiskarsko-izdavački zavod "Zrinski", Čakovec, 1978
- Tamo gdje me nema (válogatás angol nyelvű versekből), The Bridge, Društvo književnika Hrvatske, Zagreb, 1978
- Java (verseskötet), Biblioteka suvremenih pisaca, Čakavski sabor, Split, 1979
- Ptice na prozoru (verseskötet), Suvremeni pjesnici, August Cesarec, Zagreb, 1982
- Nešto kao herbarij (TV-dráma), Sfinga, Koprivnica, 2001

## Fordítás
Ez a szócikk részben vagy egészben  a   Marija Peakić-Mikuljan című horvát Wikipédia-szócikk ezen változatának fordításán alapul.  Az eredeti cikk szerkesztőit annak laptörténete sorolja fel. Ez a jelzés csupán a megfogalmazás eredetét és a szerzői jogokat jelzi, nem szolgál a cikkben szereplő információk forrásmegjelöléseként.